# Renato Felizardo
Renato Felizardo (Belo Horizonte, 4 aprile 1978) è un pallavolista brasiliano.
Gioca nel ruolo di centrale nel Vôlei Brasil Centro de Excelência.